# Махдави Кани, Мохаммад-Реза
Моха́ммад-Реза́ Махдави́ Кани́ (перс. محمدرضا مهدوی کنی‎; 25 августа 1931, деревня в бахше Кан, шахрестан Тегеран, остан Тегеран, Шаханшахское Государство Иран — 21 октября 2014, Тегеран, остан Тегеран, Исламская Республика Иран) — иранский государственный и общественный деятель, аятолла, бывший министр юстиции и министр внутренних дел, премьер-министр с 2 сентября по 29 октября 1981 года, председатель Совета экспертов с 8 марта 2011 по 21 октября 2014 года.

## Биография

### Молодые годы
Мохаммад-Реза Махдави Кани родился 25 августа 1931 года в деревне бахша Кан, недалеко от Тегерана. Его отец был аятоллой и преподавал в Мофидской школе. Получив базовое образование в начальной школе Кана, Мохаммад-Реза поступил в Борханскую среднюю школу в Тегеране, а в 1947 году уехал в Кум для учёбы в местной хаузе. Среди его учителей были аятоллы Рухолла Мусави Хомейни, Мохаммад-Реза Голпайегани, Сейид Хоссейн Боруджерди и Мухаммад Хусейн Табатабаи. Они обучили его исламской юриспруденции, интерпретации и философии. Помимо этого, Мохаммад-Реза самостоятельно изучал основы юриспруденции, а также штудировал и обсуждал материалистические и коммунистические книги в рамках собраний студенческой Ассамблеи. В 1949 году 18-летний Махдави Кани из-за своих речей о политике Пехлеви подвергся первому аресту и пыткам, и когда новость об этом распространилась по Куму, Боруджерди подверг резкой критике премьер-министра Манучехра Эгбала за издевательство над своими студентами.

### Карьера
Спустя два года он вернулся в Тегеран, где поступил учителем богословия в недавно созданную школу Марви и стал имамом мечети Джалили, оказавшейся благодаря встречам и обсуждениям религиозных и политических аспектов хорошей базой для деятельности в борьбе против режима Пехлеви. В 1970 году он был снова заключён в тюрьму и подвергнут пыткам членами САВАК, после чего приговорён к четырём годам заключения, но был освобождён через два, благодаря действиям Хомейни. В 1977 году Махдави Кани стал основателем и лидером Ассоциации воинствующего духовенства, ставившей себе целью свержение шаха, а позже защиту достижений революции. После победы исламской революции в 1979 году, Хомейни назначил его в Революционный совет. В то же время, Махдави Кани был председателем Комитета Исламской революции, который, под его руководством, по мнению правозащитников, проводил пытки и казни гражданских и военных чиновников режима Пехлеви. Однако в то же время, Махдави Кани выступал против жёсткого подхода и просил более мягкого обращения с диссидентами и задержанными, отмечая, что захват американского посольства стал большой ошибкой и нарушением международного права, не соответствующим целям и задачам революции. Позже, из-за несогласия с консервативной политикой Махдави Кани из Ассоциации борющихся клириков вышло левое реформаторское крыло, выступившее в поддержку более социалистической экономики, которое создало Ассоциацию боевого духовенства.

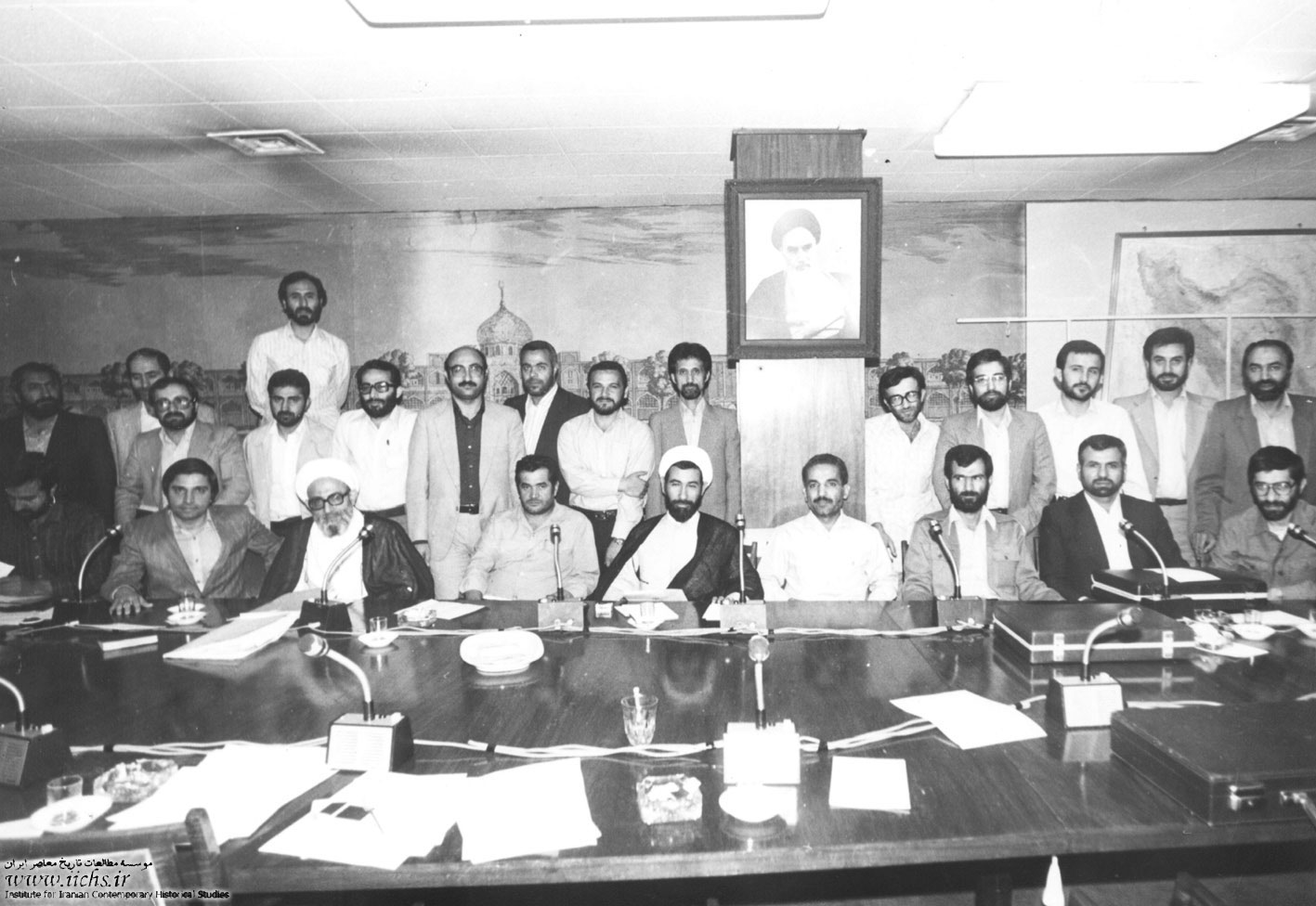
Министры второго правительства Ирана премьер-министра Бахонара, 1981 год. Слева направо, третий снизу — Махдави Кани.

С конца 1980 по середину 1981 года в правительствах Мохаммада Али Раджаи и Мохаммада Джавада Бахонара Махдави Кани занимал поочерёдно посты министра юстиции и внутренних дел. 2 сентября 1981 года он был временно назначен на пост премьер-министра, продержавшись в этой должности до 29 октября.
В 1982 году Махдави Кани стал основателем и первым деканом Университета Имама Садика, поставив себе целью преодоление разрыва между религиозными вопросами и традиционными академическими кругами, что сделало это учебное заведение одним из самых известных в стране. С 1984 года и в течение двух лет он отвечал за проведение джума-намаза в Тегеране. В 1989 году Хомейни назначил Махдави Кани членом Совета по поправкам в конституцию Ирана, а позже он вошёл в Совет стражей. В том же году Махдави Кани возглавил Директорат по делам мечетей. В 1997 году он был избран членом Совета целесообразности. В 2009 году Махдави Кани поддержал кандидатуру Махмуда Ахмадинежада на президентских выборах.
8 марта 2011 года Махдави Кани был на два года избран председателем Совета экспертов, после вынужденной отставки Али Акбара Хашеми Рафсанджани из-за спора с духовенством, поддерживавшим Ахмадинежада. 5 марта 2013 года Махдави Кани был переизбран ещё на два года. В том же году, он, считающийся умеренным консерватором, поддержал Хасана Рухани на президентских выборах.

### Проблемы со здоровьем, смерть и похороны
В 1985, 2001 и 2005 годах Махдави Кани госпитализировался из-за проблем с сердцем. 4 июня 2014 года он снова попал в Бахманский госпиталь с сердечным приступом, перенесённым во время визита в мавзолей Хомейни в годовщину кончины лидера исламской революции, а затем впал в кому. Мохаммад-Реза Махдави Кани скончался 21 октября 2014 года в возрасте 83 лет после четырёхмесячного пребывания в коме. Президент Ирана Хасан Рухани объявил о двухдневном трауре, назвав Махдави Кани «благочестивым учёным и священнослужителем», а также «великим борцом исламского движения», а высший руководитель Али Хаменеи — «великим и благочестивым человеком, всегда стоявшим за правое дело». Прощание состоялось 23 октября в кампусе Тегеранского университета в присутствии Главного судьи Ирана Садика Лариджани, а похороны прошли в тот же день в мечети Шах-Абдул-Азим в Рее.
Преемником Махдави Кани на посту председателя Совета экспертов стал Махмуд Хашеми-Шахруди. Как отмечал Бозоргмехр Шарафедин из «BBC», Махдави Кани считался объединяющей фигурой в иранской политике, близкой как к консервативным, так и умеренным кругам, его смерть могла привести к изменению текущего баланса сил, а выборы в Совет экспертов в 2016 году прошли бы под знаменем борьбы между двумя этими лагерями. Кавех Мусави из «Patheos» и вовсе сказал, что кончина Махдави Кани стала символом смерти консерватизма, и для деятелей этого движения, «выбор следующего верховного лидера станет их лебединой песней». Несмотря на эти прогнозы, 10 марта 2015 года председателем совета был избран представитель консервативного клерикализма аятолла Мохаммад Язди.

## Личная жизнь
С 1960 года Махдави Кани состоял в браке с Несой Катон Соркей. У них родились дочь и два сына: Марьям (род. 1961), Мохаммад-Саид (род. 1966), Мехди (род. 1972). Все дети Махдави Кани стали преподавателями в различных университетах.